# Cham (ort i Iran)
Cham (persiska: گِردِ چَم, چم) är en ort i Iran.   Den ligger i provinsen Hamadan, i den nordvästra delen av landet, 300 km sydväst om huvudstaden Teheran. Cham ligger 1 672 meter över havet och antalet invånare är 129.
Terrängen runt Cham är kuperad åt sydost, men åt nordväst är den platt. Cham ligger nere i en dal.Runt Cham är det ganska tätbefolkat, med 72 invånare per kvadratkilometer. Närmaste större samhälle är Nahāvand, 10,4 km norr om Cham. Trakten runt Cham består till största delen av jordbruksmark.